# Beclers
Beclers (ook: Béclers) is een dorp in de Belgische provincie Henegouwen, en een deelgemeente van de Waalse stad Doornik. Beclers ligt in het oosten van de gemeente, zo'n 8 km ten oosten van het stadscentrum van Doornik.

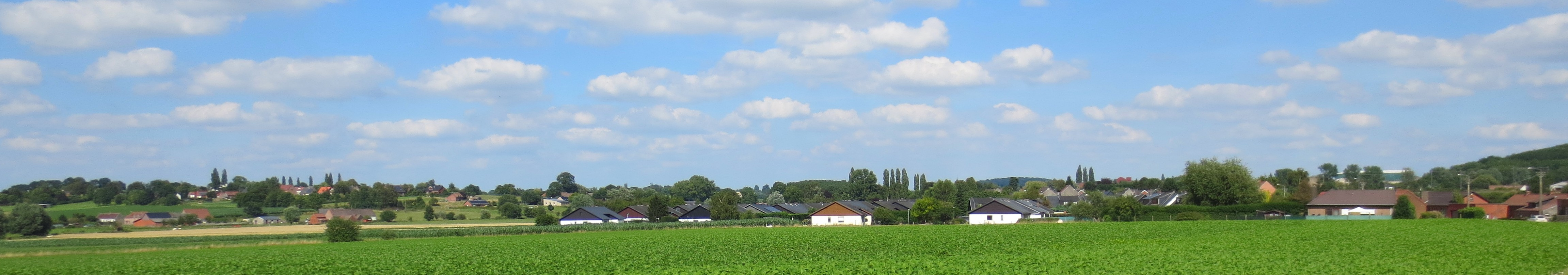
Beclers

## Geschiedenis
Een oude vermelding van de plaats is Bercleris in de 11de eeuw. De naam is een samenstelling van de Germaanse elementen *birko (berk) en *hlæri (-laar).
Tijdens het ancien régime was het grondgebied verdeeld over verschillende heerlijkheden. Het behoorde grotendeels tot de Kasselrij van Aat. Op het eind van het ancien régime tijdens de Franse revolutionaire periode werd het gebied verenigd in een gemeente in het departement Jemappes. In 1803 werd Thimougies afgesplitst als aparte gemeente. Na de Franse periode kwam de gemeente in 1815 in de nieuwe provincie Henegouwen.
Op 12 oktober 1870 landde hier de bemande luchtballon Louis Blanc, met aan boord klokkenmaker Eugène Farcot. De ballon was opgestegen op de Place Saint-Pierre in Parijs, en was een van de ballons waarmee men tijdens het Beleg van Parijs probeerde post over de vijandelijke Pruisische linies te krijgen.

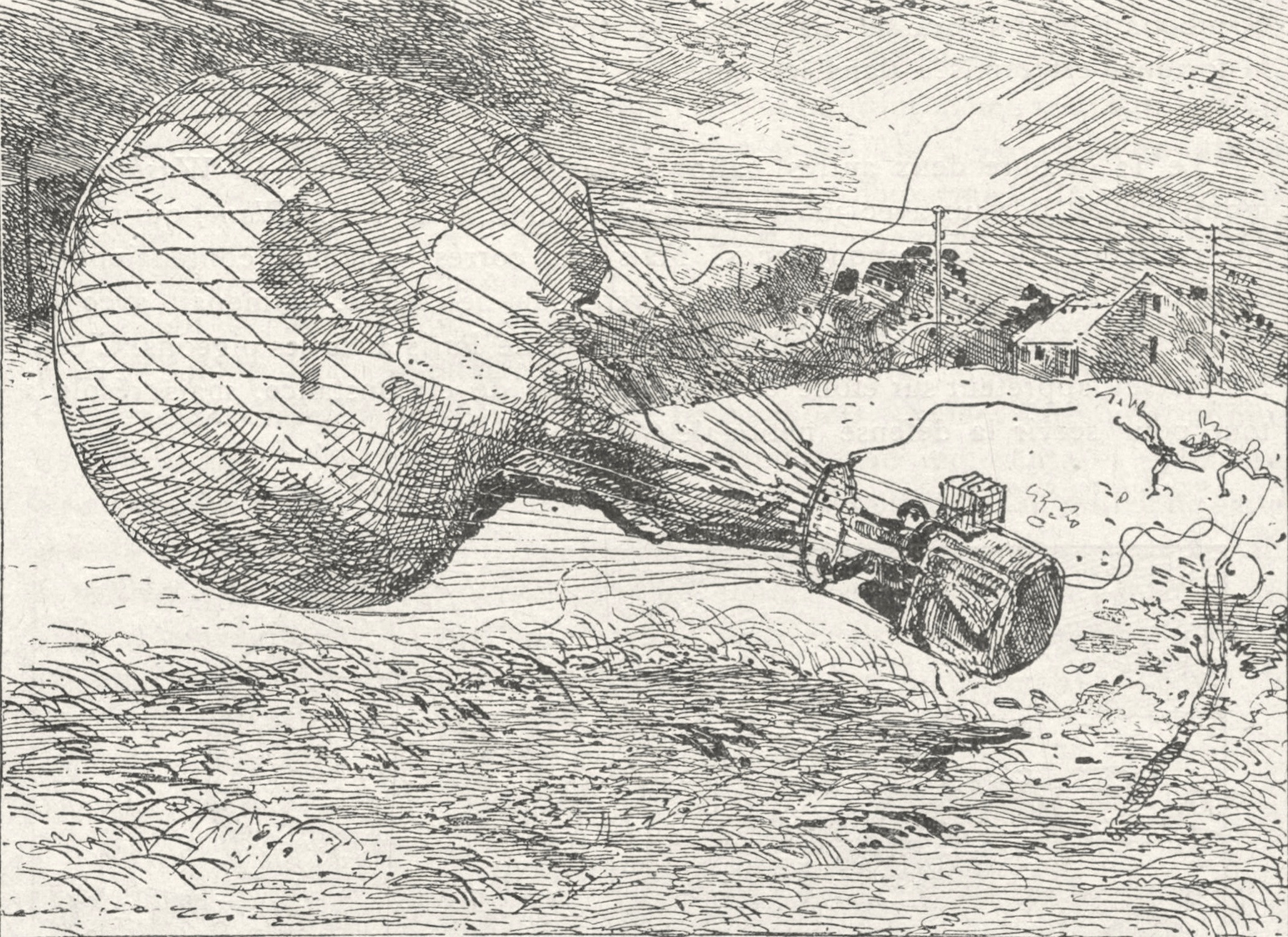
Tekening uit 1873 van de landing van de Louis Blanc

Beclers bleef een zelfstandige gemeente, tot die bij de gemeentelijke herindeling van 1977 toegevoegd werd aan de gemeente Doornik.

## Bezienswaardigheden
- De Sint-Pieterskerk (Église Saint-Pierre) heeft een gotische westtoren van omstreeks 1500 in Doornikse steen. Het bakstenen kerkgebouw, van 1869, is in sobere neoclassicistische stijl.
- Het Château de Pétrieu uit 1818, in Tudorstijl. Het kasteel wordt omringd door een landschapspark.
- Het Château Le Roy is een neoclassicistisch kasteel van midden 19e eeuw, in een park.

## Natuur en landschap
Beclers ligt aan de Rieu d'Amour. Ten zuiden van Beclers liggen de terreinen van de cementfabriek, de voormalige Carrière de Gaurain en de bijbehorende afvalhoop die tot 110 meter hoog reikt. Beclers ligt aan de kerk op 42 meter hoogte.

## Demografische ontwikkeling
- Bronnen:NIS, Opm:1831 tot en met 1970=volkstellingen

## Politiek
Beclers had een eigen gemeentebestuur en burgemeester tot de fusie van 1977. Burgemeesters waren:
- ... -1976 : Jean-Baptiste Tételain

## Nabijgelegen kernen
Havinnes, Gaurain, Thimougies, Maulde